# Podkopce (Piasek Mały)
Podkopce – kolonia wsi Piasek Mały w Polsce położona w województwie świętokrzyskim, w powiecie buskim, w gminie Solec-Zdrój.
W latach 1975–1998 kolonia administracyjnie należała do województwa kieleckiego.